# اتفاقية الحدود البحرية بين جمهورية الدومينيكان والمملكة المتحدة
اتفاقية الحدود البحرية بين جمهورية الدومينيكان والمملكة المتحدة هي معاهدة تعين الحدود البحرية بين جمهورية الدومينيكان والأراضي البريطانية لجزر تركس وكايكوس.
تم التوقيع على المعاهدة في 2 أغسطس 1996. نصت المعاهدة على إنشاء حدود تمتد بين الشرق والغرب تقريبًا. يبلغ طول الحدود 283 ميلًا بحريًا وتتكون من أربعة أجزاء بحرية بخط مستقيم تحددها خمس نقاط إحداثية فردية. أقصى نقطة في الغرب من الحدود هي نقطة ثلاثية مع هايتي.
لم تدخل المعاهدة حيز التنفيذ بعد لأنه لم يتم التصديق عليها من قبل الدولتين. الاسم الكامل للمعاهدة هو اتفاق بين حكومة المملكة المتحدة لبريطانيا العظمى وأيرلندا الشمالية وحكومة جمهورية الدومينيكان بشأن ترسيم الحدود البحرية بين جمهورية الدومينيكان وجزر تركس وكايكوس.

## ملحوظات
1. ↑  Anderson, Ewan W. (2003). International Boundaries: A Geopolitical Atlas, p. 242; Charney, Jonathan I. et al. (2005). International Maritime Boundaries, pp. 2235–2243.

## روابط خارجية
- النص الكامل للاتفاقية